# Riikka Pelo
Pour les articles homonymes, voir Pelo.
Riikka Pelo (née en 1972 à Helsinki) est un écrivain finlandais.

## Prix
Son deuxième roman Jokapäiväinen elämämme a reçu le Prix Finlandia en 2013. 

## Prix et distinctions
- Prix Tiiliskivi, 2006
- Prix d'écriture Juhana Heikki Erkko, 1998, 2002
- Prix Finlandia, 2013